# Twilight (DC Comics)
Twilight è un personaggio immaginario esordito sulla serie a fumetti Supergirl (vol. 3) nel 1997 pubblicata negli Stati Uniti d'America dalla DC Comics.

## Biografia del personaggio
Una ragazza di nome Molly e la sua gemella, Jane, nacquero su Apokolips ed erano in procinto di diventare membri delle Furie Femminili ma fuggirono trovando rifugio sulla Terra, nella Gran Bretagna del Medioevo. Immortale e dotata del potere di resuscitare i morti, Molly crebbe nell'epoca della peste nera e utilizzò i suoi poteri di guarigione per aiutare la popolazione; Jane invece non sembrò avere nessun potere e morì a causa della malattia in quanto Molly aveva utilizzato troppo il suo potere e non ne ebbe a sufficienza per lei. Maledicendo il dio Presenza Molly divenne nota come Twilight e vagò sulla Terra per secoli sperando di vendicarsi.
Quando incontrò Supergirl, decise di vendicarsi della Presenza uccidendo una delle sue creazioni; imparò come attingere all'oscurità della sua anima e a proiettare raggi di ombre nere, un potere che usò contro Supergirl. Twilight venne anche a sapere che la regina demone Lilith aveva una sorella di nome Jane e che venne utilizzata per attirarla al servizio di Lilith. Quando Matrice, con l'aspetto di Linda Danvers, fu separata da lei, Lilith la catturò e utilizzò Twilight come guardia del corpo. Quando Linda venne a ritrovare la sua metà, dovette scontrarsi con Twilight, ma ottenne invece un'alleata quando Linda salvò Jane da Lilith. Lilith ferì Twilight mortalmente, così Linda fece fondere la Matrice con Twilight, e la resero il nuovo Angelo del Fuoco. Twilight in cambio utilizzò le sue abilità guaritrici per ricostituire i poteri di Linda ai livelli che aveva quando lei e la Matrice erano fusi in Supergirl. Dove sia adesso Twilight è ignoto.

## Nuova Terra
Lo status di Twilight dopo gli eventi di Morte dei Nuovi Dei è ancora ignoto. La sua esistenza nella continuità post-Crisi dev'essere ancora determinata, in quanto la Supergirl Matrice potrebbe o meno essere stata spazzata via dalla realtà.

## Poteri e abilità
Twilight è un'immortale che ha il potere di resuscitare i morti per una limitata quantità di tempo. Possiede anche il potere di guarire le ferite. Può inoltre proiettare energie ombrose che prendono potere dalle sue vittime. Anche gli dei dell'oscurità sono stati descritti come timorosi dei suoi poteri basati sull'oscurità. Da quando si è fusa con la Matrice, ottenne l'abilità della telecinesi, ali di fuoco, vista calorifica e l'abilità di teletrasportarsi.